# Der kleine Däumling (Film)
Der kleine Däumling ist ein US-amerikanisch-britischer Fantasymusikfilm von George Pal aus dem Jahr 1958. Der Film basiert auf dem gleichnamigen Märchen.

## Handlung
Eine Bauernfamilie wünscht sich schon sehr lange ein Kind. Als Jonathan in den Wald geht, um Bäume für das Dorf zu fällen, bittet ihn die Waldfee dies nicht zu tun. Nach einigem Zögern stimmt er zu und die Fee gewährt ihm drei Wünsche. Er möchte das sofort seiner Frau Anne erzählen, aber als er zu Hause ankommt, hat er schon alle Wünsche verbraucht. Als sie von der Geschichte erfährt ist sie ärgerlich, da sie sich am meisten ein Kind gewünscht hat, sei es auch nur daumengroß. Die Fee hat dies gehört und zaubert einen „Däumling“ her.
Als er mit Woody zur Kirmes geht, reißt er aus und wird von den Räubern Ivan und Antony angesprochen. Sie wollen, dass er unauffällig durch das Schlüsselloch kriecht und in die königliche Schatzkammer eindringt. Er führt die Bitte aus und bringt seine Eltern dadurch ins Gefängnis.
Mit Woodys Hilfe gelingt es Tom aber schließlich, der versammelten Dorfgemeinschaft die Verbrecher als die wahren Diebe zu präsentieren. Toms Eltern entgehen so knapp der Bestrafung. Am Ende heiratet Woody die Fee in Toms Heim.

## Soundtrack
- Tom Thumbs Tune
  - Musik: Peggy Lee
  - Text: Peggy Lee
  - Gesang: Russ Tamblyn

- After All These Years
  - Musik: Fred Spielman
  - Text: Janice Torre
  - Gesang: Jessie Matthews

- Talented Shoes
  - Musik: Fred Spielman
  - Text: Janice Torre
  - Gesang: Ian Wallace

- The Yawning Song
  - Musik: Fred Spielman
  - Text: Kermit Goell
  - Gesang: Stan Freberg

- Are You a Dream
  - Musik: Peggy Lee
  - Text: Peggy Lee
  - Gesang: Alan Young

## Hintergrund
Das Budget betrug 909 Tausend US-Dollar. Nach MGM nahm der Film 1,8 Millionen US-Dollar in Kanada und den USA und 1,45 Millionen US-Dollar in anderen Ländern ein, also insgesamt 3,25 Millionen US-Dollar.
Regisseur Pal arbeitete mit Kameramann Georges Périnal, den Animateuren Wah Chang und Gene Warren, dem Filmarchitekt Elliot Scott und dem Spezialeffektdesigner Tom Howard zusammen, um die animierten Teile zu kreieren. Peggy Lee schrieb die Lieder und Douglas Gamley zusammen mit Ken Jones die Musik.
Der Film hat einen Bezug zu Die Wunderwelt der Gebrüder Grimm (1962) und Pinkeltje (1978). Gedreht wurde er in Hollywood, Los Angeles, Kalifornien, Vereinigte Staaten und London, England, Vereinigtes Königreich.

## Rezeption, Kinostart und Veröffentlichungen
- Der Film war der achtbeliebteste Film im Jahr 1959.[3]
- Seine Uraufführung erlebte der Film am 4. Dezember 1958 in London. In der Bundesrepublik Deutschland hatte er seine Premiere am 25. März 1959.
- Der kleine Däumling erschien als DVD und VHS.[4]

## Auszeichnungen
Oscarverleihung 1959
- Oscar in der Kategorie Beste visuelle Effekte für Tom Howard

British Academy Film Awards 1959
- British-Academy-Film-Award-Nominierung in der Kategorie Bester Hauptdarsteller für Terry-Thomas

Golden Globe Awards 1959
- Golden-Globe-Award-Nominierung in der Kategorie Bester Film – Komödie oder Musical

Laurel Award 1959
- Nominierung in der Kategorie Bestes Musical

Writers Guild of America
- Writers-Guild-of-America-Award-Nominierung in der Kategorie Best Written American Musical für Ladislas Fodor

## Kritiken
Der Evangelische Film-Beobachter hält nicht viel von dem Streifen: „Amerikanisierung eines Grimmschen Märchens in abwegiger Geschmacksrichtung. Für Kinder abzuraten, Erwachsene werden nicht viel von dem Film haben.“ Nicht gerade begeistert, aber doch etwas wohlwollender urteilt das Lexikon des internationalen Films: „Das Märchen von Grimm als Spielmaterial einer Kinokurzweil nach amerikanischem Geschmack.Trickaufnahmen und akrobatische Tanzeinlagen bezeugen die Perfektion des Hollywoodapparates, sind aber in solchem Rahmen doch wohl allzusehr auf die Spitze getrieben.“